# Richard Bevan Braithwaite
 (décembre 2022).
La mise en forme du texte ne suit pas les recommandations de Wikipédia : il faut le « wikifier ».
Les points d'amélioration suivants sont les cas les plus fréquents. Le détail des points à revoir est peut-être précisé sur la page de discussion.
- Les titres sont pré-formatés par le logiciel. Ils ne sont ni en capitales, ni en gras.
- Le texte ne doit pas être écrit en capitales (les noms de famille non plus), ni en gras, ni en italique, ni en « petit »…
- Le gras n'est utilisé que pour surligner le titre de l'article dans l'introduction, une seule fois.
- L'italique est rarement utilisé : mots en langue étrangère, titres d'œuvres, noms de bateaux, etc.
- Les citations ne sont pas en italique mais en corps de texte normal. Elles sont entourées par des guillemets français : « et ».
- Les listes à puces sont à éviter, des paragraphes rédigés étant largement préférés. Les tableaux sont à réserver à la présentation de données structurées (résultats, etc.).
- Les appels de note de bas de page (petits chiffres en exposant, introduits par l'outil «  Source ») sont à placer entre la fin de phrase et le point final[comme ça].
- Les liens internes (vers d'autres articles de Wikipédia) sont à choisir avec parcimonie. Créez des liens vers des articles approfondissant le sujet. Les termes génériques sans rapport avec le sujet sont à éviter, ainsi que les répétitions de liens vers un même terme.
- Les liens externes sont à placer uniquement dans une section « Liens externes », à la fin de l'article. Ces liens sont à choisir avec parcimonie suivant les règles définies. Si un lien sert de source à l'article, son insertion dans le texte est à faire par les notes de bas de page.
- La présentation des références doit suivre les conventions bibliographiques. Il est recommandé d'utiliser les modèles {{Ouvrage}}, {{Chapitre}}, {{Article}}, {{Lien web}} et/ou {{Bibliographie}}. Le mode d'édition visuel peut mettre en forme automatiquement les références.
- Insérer une infobox (cadre d'informations à droite) n'est pas obligatoire pour parachever la mise en page.

Pour une aide détaillée, merci de consulter Aide:Wikification.
Si vous pensez que ces points ont été résolus, vous pouvez retirer ce bandeau et améliorer la mise en forme d'un autre article.
Richard Bevan Braithwaite, né le 15 janvier 1900 à Banbury et mort le 21 avril 1990 à Bottisham dans le Cambridgeshire, est un philosophe des sciences britannique, il travaille aussi sur l'éthique et la philosophie de la religion. Professeur de philosophie morale à l'université de Cambridge (1928-1967), il a analysé la structure des théories physiques et appliqué la théorie des jeux aux problèmes moraux. 

## Biographie
Braithwaite nait à Banbury, Oxfordshire, fils de l'historien de l'histoire des premiers quakers, William Charles Braithwaite,. Il fait ses études à la Sidcot School, Somerset (1911–1914) et à la Bootham School, York (1914–1918). Objecteur de conscience pendant la Première Guerre mondiale, il sert dans la Friends' Ambulance Unit.
Il entre au King's College de Cambridge en 1919 pour étudier la physique et les mathématiques, devient un membre de la société des apôtres et obtient une licence en 1923 et une maîtrise en 1926. Il est membre du King's College de Cambridge de 1924 à 1990. Il est nommé maître de conférences à l'Université de Cambridge en sciences morales en 1928.
Il est chargé de cours en sciences morales à l'Université de Cambridge de 1934 à 1953, puis professeur Knightbridge de philosophie morale de 1953 à 1967. Il est président de l'Aristotelian Society de 1946 à 1947 et est élu membre de la British Academy en 1957,.
Il se marie à la linguiste informatique et philosophe Margaret Masterman, avec qui il fonde les Epiphany Philosophers, un groupe composé en grande partie d'anglicans et de quakers à la recherche d'une nouvelle vision de la relation entre la philosophie et la science,.

## Travaux
Bien qu'il ait été enclin au positivisme, Braithwaite est chrétien, ayant été élevé comme quaker et devenu anglican plus tard. Selon le théologien Alister McGrath, la conférence commémorative d'Eddington de 1955 de Braithwaite « Une vision empiriste de la nature de la croyance religieuse » est à ce jour la publication la plus largement citée (par exemple par le prêtre anglican Don Cupitt) d'un genre d'œuvres théologiques des années 1970-1980, arguant que Dieu et la religion sont des constructions humaines — n'ayant pas de réalité indépendante en soi — et que la dignité et la liberté humaines peuvent être mieux avancées par la déconstruction systématique de ces deux idées, bien que Braithwaite lui-même ait eu peu de sympathie pour de vagues affirmations comme celles-ci.
Son œuvre majeure est son Scientific Explanation: A Study of the Function of Theory, Probability and Law in Science (1953). Mais la postérité retient surtout sa leçon inaugurale Theory of Games as a Tool for the Moral Philosopher, dans laquelle il tente de mettre en relation son savoir de la théorie des jeux avec le raisonnement éthique et, ce faisant, il a effectivement lancé un tout nouveau domaine d'étude, à savoir la manière dont les considérations de la théorie des jeux sont liées aux considérations éthiques. Après sa retraite en 1967, Braithwaite est professeur invité à l'Université Johns Hopkins où il enseigne la théorie des jeux et encouragé l'un de ses étudiants, Alexander Rosenberg (en), à appliquer l'approche de l'explication scientifique à l'économie.
Un Festschrift, Science, Belief and Behaviour: Essays in Honour of RB Braithwaite, édité par David Hugh Mellor, est publié en 1980. Il comprend des contributions d'essais de Mellor lui-même et de Ian Hacking, entre autres,.

## Sélection de publications
- Moral principles and inductive policies (1952) [from Proceedings of the British Academy 36 (1950): 51–68.]
- Scientific Explanation: A Study of the Function of Theory, Probability and Law in Science (1953)[14]
- Theory of Games as a Tool for the Moral Philosopher (1955)
- An Empiricist's View of the Nature of Religious Belief (1955)

Pour une liste plus complète des travaux, voir (en) Bibliographie des écrits philosophiques de RB Braithwaite ou son entrée sur PhilPapers.

## Lectures complémentaires
- (en)M. Hesse, 'Richard Bevan Braithwaite, 1900–1990', Proceedings of the British Academy, 82 (1993), 367–80.
- (en) David Hugh Mellor (1990). "R. B. Braithwaite (1900–1990)". British Journal for the Philosophy of Science, 41(4), 579–580.